# Obrót (prawo)
Obrót – pojęcie z zakresu nauk prawnych oznaczające stosunki oraz czynności prawne istniejące w związku z działalnością podmiotów prawa cywilnego na gruncie wymiany dóbr i usług. Wyróżnia się trzy rodzaje obrotu:
1. obrót powszechny – odbywający się bez związku z działalnością gospodarczą uczestników (obojętnie, czy taka jest prowadzona, czy nie);
2. obrót obustronnie profesjonalny (obustronnie gospodarczy, gospodarczy sensu stricto, handlowy sensu stricto, business to business) – odbywający się w związku z działalnością gospodarczą. Jego uczestnicy (przedsiębiorcy) zawierają umowy dwustronnie handlowe[2].
3. obrót jednostronnie profesjonalny (jednostronnie gospodarczy, gospodarczy sensu largo, handlowy sensu largo) – z jednej strony odbywający się w związku z działalnością gospodarczą, z drugiej – odbywający się bez związku z taką działalnością[3]. Do obrotu jednostronnie profesjonalnego zalicza się (lub utożsamia się z nim[2]) obrót konsumencki (business to consumer), w którym jeden z podmiotów jest konsumentem[4]. Uczestnicy tego obrotu zawierają umowy jednostronnie handlowe[2].

Obrót dwustronnie profesjonalny i powszechny charakteryzuje przewaga norm względnie dyspozytywnych (iuris dispositivi), a obrót jednostronnie profesjonalny (w tym konsumencki) norm semiimperatywnych (iuris semidispositivi), chroniących słabszą stronę stosunku prawnego. Największa swoboda umów obowiązuje w obrocie powszechnym i obustronnie profesjonalnym. Obrót prawny jest przedmiotem badań Centrum Naukowego na rzecz Bezpiecznego Obrotu Prawnego.